# Ekstremalna czarna dziura
Ekstremalna czarna dziura – najmniejsza możliwa czarna dziura mająca dany ładunek i moment pędu.
Stosunek ładunku do masy takiej czarnej dziury jest stały. Oznacza to, że jej przyśpieszenie w przypadku obecności pola magnetycznego jest zdeterminowane wyłącznie przez to pole i niezależne od jej masy.